# 濟姆尼恰

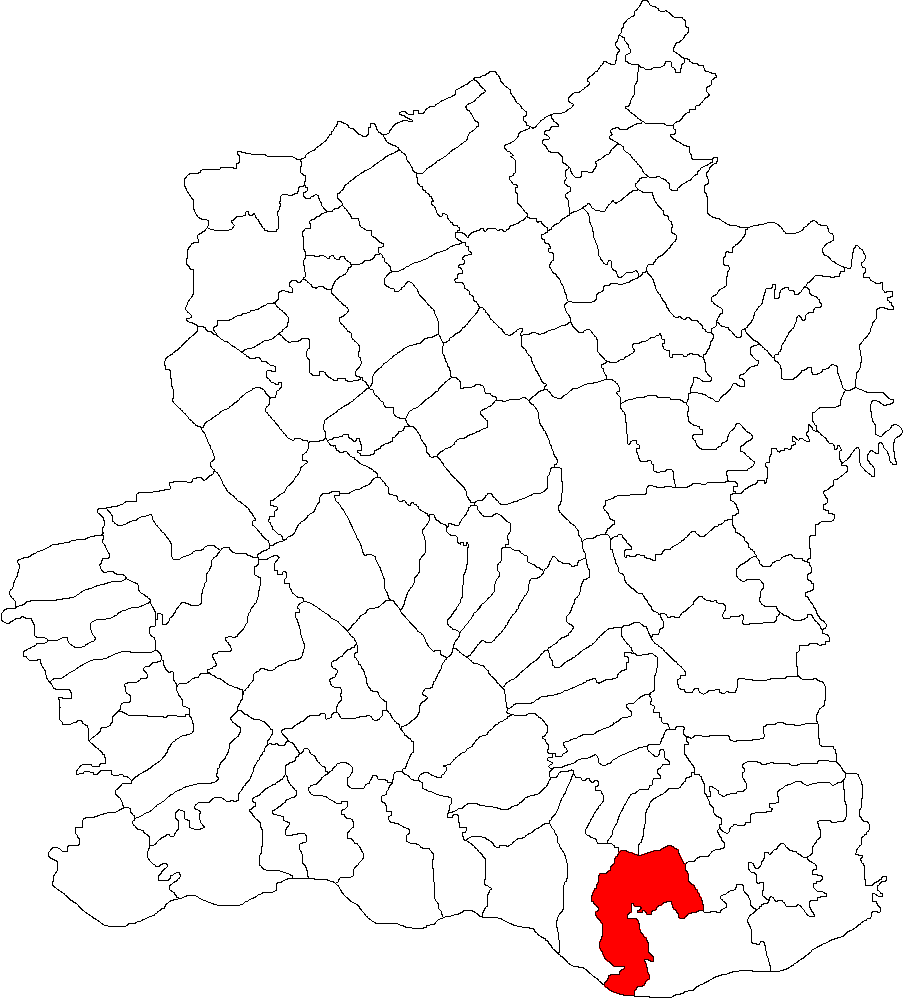

濟姆尼恰是羅馬尼亞的城鎮，位於該國南部，距離首府亚历山德里亚35公里，由特列奧爾曼縣負責管轄，面積131.31平方公里，海拔高度34米，2009年人口15,133，大多數居民信奉東正教。